# Elecciones generales de España de 1839
Las elecciones generales de España de 1839 se celebraron el 24 de julio para elegir la III Legislatura de las Cortes Generales bajo la Constitución de 1837 durante el Reinado de Isabel II.

## Antecedentes
En las elecciones de 1837 prevalecieron los moderados y se abolió el espíritu de reconciliación de la Constitución de 1837. En esos años, el poder militar condicionó al gobierno moderado, a través de los dos generales más famosos: Ramón María Narváez, en el liberalismo moderado, y Baldomero Espartero, en el progresismo. La rivalidad entre los dos duró todo el resto del reinado de Isabel II. 
Baldomero Espartero se había convertido desde el levantamiento del sitio de Bilbao en 1836 en el líder indiscutible del Ejército del Norte y había forjado en torno a él un poder militar afín al Partido Progresista. Este partido acusaba a los moderados de no combatir con decisión a los carlistas. Los moderados pretendían llegar a un acuerdo honroso con los carlistas y reinsentarlos en las instituciones. Para compensar a Espartero se formó en Madrid el Ejército del Centro, poder militar alternativo afín a los moderados liderado por Ramón María Narvaez. Los progresistas veían esto como una involución y una amenaza. 
El fin del gabinete de Bardají tras un débil gobierno en diciembre de 1837 dio paso a otro consejo moderado presidido por Narciso Heredia, conde de Ofalia, que se mantuvo en la presidencia hasta octubre de 1838. Espartero hizo caer al gobierno ante el fracaso del Sitio de Morella, en el que el general Marcelino Oráa no pudo vencer al general Ramón Cabrera. Fue nombrado presidente el diplomático Bernardino Fernández de Velasco, duque de Frías. Se agudizó el enfrentamiento entre Narváez y Espartero por las desavenencias del primero con su subordinado el general Isidro Alaix, afín a Espartero. Finalmente, el general Luis Fernández de Córdova intentó dar un golpe de Estado en Sevilla contra el presidente Fernández de Velasco con el apoyo de Narváez, que resultó frustrado, abocando a Narváez al exilio.
Tras estos acontecimientos Baldomero Espartero quedó fortalecido. Renunció el gobierno y fue nombrado nuevo presidente el diplomático moderado Evaristo Pérez de Castro, que gobernó casi dos años. En junio de 1839, próximo a firmar el Convenio de Vergara, Espartero pidió la disolución de las Cortes, a lo que la reina María Cristina accedió. Espartero pretendió vender el acuerdo como una victoria suya y del progresismo, lo que llevó a los moderados a retraerse de participar en las elecciones.

## Sistema electoral
Según la Ley de 20 de julio de 1837:

### Derecho a voto
Sufragio masculino censitario: son electores los españoles varones mayores de 25 años con un año de residencia como mínimo en la provincia donde voten. Y que, además, sean contribuyentes con un mínimo de 200 reales de vellón anuales, sean propietarios o tengan determinadas capacidades de profesión o educación, con una renta líquida anual de 1.500 reales de vellón como mínimo; paguen 3.000 reales de vellón al año como mínimo en calidad de arrendatario o aparcero, o habiten una casa cuyo alquiler oscile entre 2.500 y 400 reales de vellón como mínimo según, el tamaño de la ciudad en la que vivan. Son votantes también los mayores contribuyentes de la provincia si el número de electores en ella no alcanza los 30.000.

### Elegibilidad
Ser español, varón, mayor de 25 años y del estado seglar, así como cumplir el resto de condiciones que se especifican para ser elector.[cita requerida]

### Método de elección
Para la elección de los 241 diputados se utilizó el sistema de voto mayoritario a doble vuelta en 48 circunscripciones con más de un diputado y una con uno solo. Mayoría absoluta en la primera vuelta, simple en la segunda. El voto era secreto, igual, personal y directo.

## Resultados
En estas elecciones Ramón María Narváez sería elegido diputado por la provincia de Cádiz con 1.894 votos, más de la mitad de los 3.481 emitidos.

### Congreso de los Diputados
| Partido                                              | Partido             | Tendencia               | Escaños | %      | Votos | % |         | Diferencia |
| ---------------------------------------------------- | ------------------- | ----------------------- | ------- | ------ | ----- | - | ------- | ---------- |
|                                                      | Partido Progresista | Liberalismo democrático | 115     | 47,72% | -     | - | 115/241 | 56         |
|                                                      | Partido Moderado    | Liberalismo doctrinario | 28      | 11,62% | -     | - | 28/241  | 60         |
|                                                      | Otros               |                         | 98      | 40,66% | -     | - | 98/242  | 4          |
| Total                                                | Total               |                         | 241     | 100%   | -     | - | 241/241 |            |
| Fuente: Monsell Cisneros y Pérez Díaz (1989), p.174. |                     |                         |         |        |       |   |         |            |